# Багг, Джейк
Джейк Багг (англ. Jake Bugg; род. 28 февраля 1994) — британский автор-исполнитель. Его дебютный альбом вышел в 2012 году, заняв вершину хит-парада Великобритании. Багг был номинирован на премию журнала New Musical Express и BRIT Awards.

## Биография
Джейк Эдвин Чарльз Кеннеди (Jake Edwin Charles Kennedy) родился в феврале 1994 года и вырос в Ноттингеме в семье из рабочего класса. Его родители расстались, когда Джейк был ребёнком. В 12 лет он проявил интерес к музыке, услышав песню «Vincent» в исполнении Дона Маклина, прозвучавшую в мультсериале «Симпсоны», и начал осваивать акустическую гитару, которую подарил ему дядя; позднее он играл на бас-гитаре в группе двоюродного брата. Обнаружив в библиотеке битловский песенник и решив, что разучивание композиций принесёт ему больше пользы, чем посещение лекций, он бросил местный колледж, где изучал музыкальные технологии, и принялся искать место для выступлений. Имя отца он взял в качестве второй части сценического имени. Джейк Багг получил известность в родном городе, а в 2010 году отправил несколько своих песен на Би-би-си, благодаря которым в следующем году он выступил на фестивале Гластонбери и вскоре заключил контракт с лейблом Mercury Records.
К маю 2012 года, когда Джейк Багг стал гостем вечернего телешоу Джулса Холланда, он уже открывал концерты Ланы Дель Рей, Example и Майкла Кивануки, а летом его сингл «Lightning Bolt» был взят спортивной программой в качестве музыкального сопровождения для кадров с победой Усэйна Болта на Олимпийских играх в Лондоне. Вскоре музыканта пригласили на разогрев Ноэл Галлахер и группа The Stone Roses. Выпущенный в октябре 2012 года дебютный альбом Jake Bugg получил положительные отзывы критиков и возглавил британский чарт. Основной темой альбома стали «скука и ужасы провинциальной жизни». Часть песен на пластинке была написана в соавторстве с Ианом Арчером. В 2013 году Джейк Багг получил номинацию на премию BRIT Awards в категории «Британский прорыв», но уступил победу Бену Ховарду, а также был номинирован на NME Awards в двух категориях.

## Дискография

### Альбомы
| Название                      | Информация                                                                           | Высшее место в хит-парадах | Высшее место в хит-парадах | Высшее место в хит-парадах | Высшее место в хит-парадах | Высшее место в хит-парадах | Высшее место в хит-парадах | Высшее место в хит-парадах | Высшее место в хит-парадах | Высшее место в хит-парадах | Сертификации     |
| Название                      | Информация                                                                           | GB                         | AU                         | BE (Vl)                    | FR                         | DE                         | IR                         | NL                         | NO                         | SW                         | Сертификации     |
| Jake Bugg                     | - Дата выпуска: 15 октября 2012 - Лейбл: Mercury Records - Форматы: CD, LP, цифровой | 1                          | 8                          | 19                         | 21                         | 10                         | 8                          | 21                         | 34                         | 39                         | - GB: Платиновый |
| Shangri La                    | - Дата выпуска: 18 ноября 2013 - Лейбл: Mercury Records - Форматы: CD, LP, цифровой  | 3                          | 38                         | 14                         | 61                         | 21                         | 9                          | -                          | 28                         | 19                         | -                |
| On My One                     | - Дата выпуска: 17 июня 2016 - Лейбл: Virgin Records - Форматы: CD, LP, цифровой     | 4                          | 16                         | 19                         | 87                         | 27                         | 19                         | -                          | -                          | -                          | -                |
| Hearts That Strain            | - Дата выпуска: 1 сентября 2017 - Лэйбл: Virgin Records - Форматы: CD, LP, цифровой  | -                          | -                          | -                          | -                          | -                          | -                          | -                          | -                          | -                          | -                |
| Saturday Night Sunday Morning | - Дата выпуска: август 2021 - Лэйбл: Virgin Records - Форматы: CD, LP, цифровой      | -                          | -                          | -                          | -                          | -                          | -                          | -                          | -                          | -                          | -                |

### Синглы
| 2012                                                                                | «Trouble Town»          | —   | —  | —  | Jake Bugg  |
| 2012                                                                                | «Country Song»          | 100 | —  | —  | Jake Bugg  |
| 2012                                                                                | «Lightning Bolt»        | 26  | 42 | 35 | Jake Bugg  |
| 2012                                                                                | «Taste It»              | 90  | —  | —  | Jake Bugg  |
| 2012                                                                                | «Two Fingers»           | 28  | —  | —  | Jake Bugg  |
| 2013                                                                                | «Seen It All»           | 61  | —  | —  | Jake Bugg  |
| 2013                                                                                | «What Doesn’t Kill You» |     |    |    | Shangri La |
| Прочерк означает, что релиз не попал в чарт или не был выпущен на данной территории |                         |     |    |    |            |

### Другие песни, входившие в чарты
| Год  | Песня            | Место | Альбом    |
| Год  | Песня            | FR    | Альбом    |
| ---- | ---------------- | ----- | --------- |
| 2013 | «Simple as This» | 166   | Jake Bugg |